# Górka (Dobieszyn)
Górka – część wsi Dobieszyn w Polsce położona w województwie podkarpackim, w powiecie krośnieńskim, w gminie Jedlicze.
W latach 1975–1998 Górka administracyjnie należała do województwa krośnieńskiego.